# Royal Garrison Artillery
Die Royal Garrison Artillery (RGA) war ein Teil der Royal Artillery. Ihre Aufgabe war die Bemannung der Geschütze in den Befestigungsanlagen des Britisch Empire einschließlich der Küstenartillerie, der schweren Artillerie der Infanteriedivisionen und der Geschütze der Belagerungsartillerie. Von 1914 an, als die britische Armee nur einen kleinen Anteil schwerer Artillerie besaß, wuchs sie zu einer bedeutenden, mit schweren Kanonen und Haubitzen großen Kalibers ausgerüsteten, hinter der Front befindlichen Komponente der britischen Streitkräfte mit erheblicher Schlagkraft heran. Sie wurde am 1. Juli 1899 geschaffen, als die Royal Artillery in die drei Teile Royal Field Artillery (RFA), Royal Horse Artillery (RHA) und Royal Garrison Artillery (RGA) aufgespalten wurde. Der Name wurde mit Unterbrechungen bis in die 1920er Jahre benutzt, als die Royal Garrison Artillery wieder in die Royal Artillery eingegliedert wurde.

## Einsatz der Artillerie vor dem Ersten Weltkrieg
Vor dem Ersten Weltkrieg handelte die Artillerie auf dem Gefechtsfeld Seite an Seite mit der Infanterie und der Kavallerie. Die Feldartillerie bildete einen Teil der Gefechtsordnung der Infanterieverbände, die berittene Artillerie handelte im engen Verbund mit der Kavallerie.

## Einsatz der Artillerie im Ersten Weltkrieg

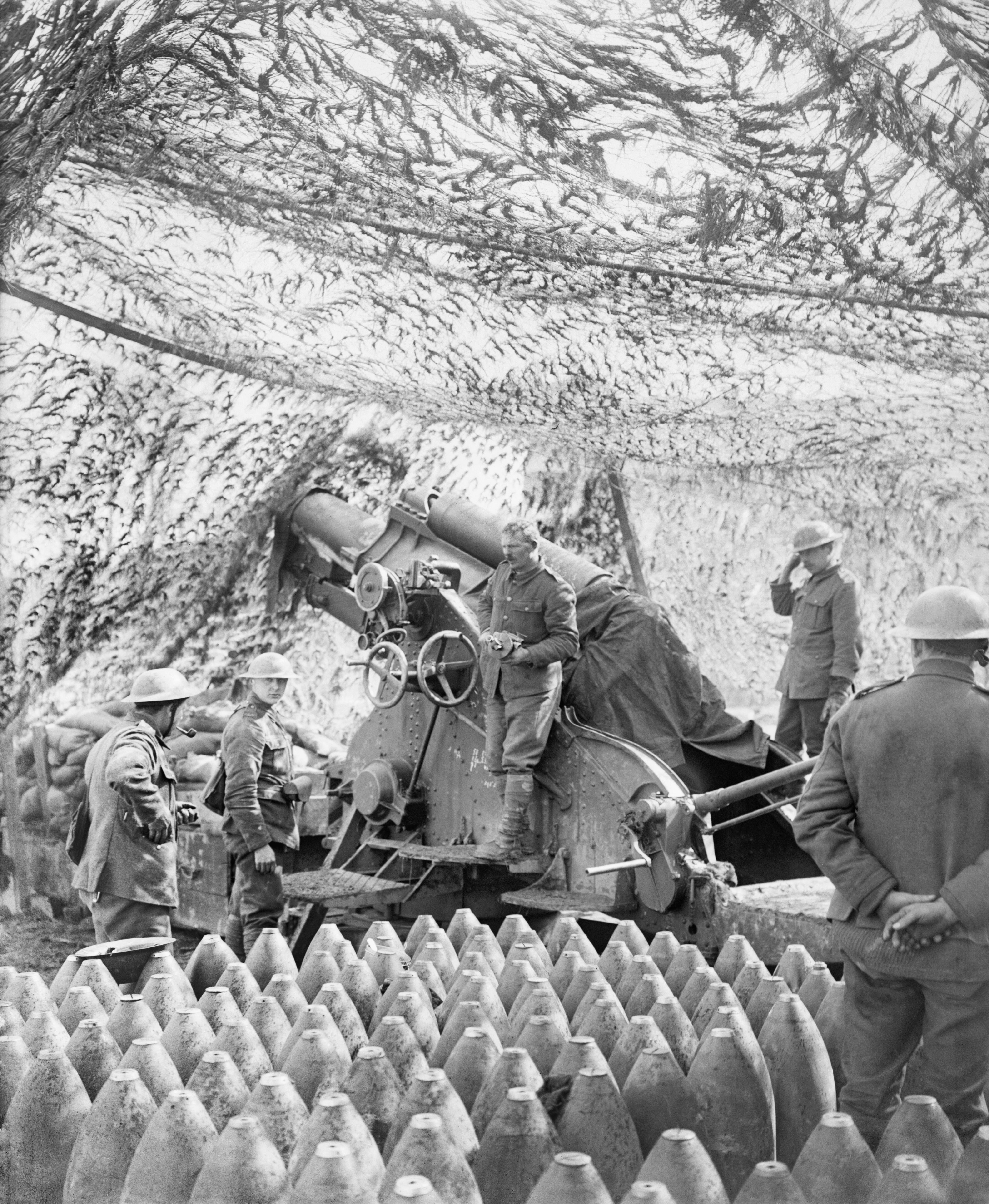
9.2" Haubitze der 91. Batterie RGA

Der Einsatz weitreichender Infanteriewaffen führte immer mehr dazu, dass die in der Gefechtsordnung der Infanterie kämpfende Artillerie im Gefecht unter Beschuss geriet. Die Lösung war das Herauslösen der Artillerie aus der engen Gefechtsordnung und die Bekämpfung des Feindes mit indirektem Feuer. Aber auch nachdem dieses Vorgehen zum offiziellen Einsatzgrundsatz wurde, versuchte die Feld- und berittene Artillerie beider Seiten den Kampf nach althergebrachten, überholten Grundsätzen zu führen. Ein Beispiel dafür war ein Artillerieduell zwischen britischer und deutscher berittener Artillerie während des Rückzugs an der Marne, welches auf Sichtentfernung geführt wurde.
Während der bald darauf einsetzenden Grabenkämpfe wurde jedoch endgültig erkannt, dass die Artillerie in der Gefechtsordnung der Infanterie keinen Platz mehr hatte.
Die Artillerie wurde im ausreichenden Abstand hinter der Frontlinie aufgestellt. Ziele wurden im indirekten Richten bekämpft, die Zielkoordinaten mit Hilfe topographischer Karten ermittelt und mathematisch berechnet. Mit Fortdauer des Krieges wurden sowohl Artilleriewaffen als auch die Grundsätze des Feuerkampfes weiterreichender Artillerie massiv weiterentwickelt.

## Wiedereingliederung in die Royal Artillery
In der Zwischenkriegszeit wurden die Artillerieverbände in der Royal Artillery zusammengefasst, die RGA hörte auf zu existieren.